# Chrysosphaerales
Chrysosphaerales é uma ordem de algas unicelulares heterocontes da classe Chrysophyceae,
 maioritariamente de água doce, que apresentam uma característica coloração amarelo-dourada devido à presença de pigmentos acessórios que mascaram a clorofila. A ordem engloba 1-5 famílias consoante o sistema de classificação.

## Descrição
A ordem Chrysosphaerales engloba microalgas unicelulares, incluindo algumas de carácter colonial não-filamentoso, de coloração amarelada dada a presença de pigmentos acessórios, caracterizadas por no seu ciclo de vida não apresentarem a transformação directa num zoósporo ou outra qualquer forma dotada de motilidade.

## Taxonomia e sistemática
Embora a circunscrição taxonómica e a classificação permaneçam instáveis, a ordem Chrysosphaerales engloba as seguintes famílias:
- Chrysostomataceae
- Phaeodermatiaceae
- Phaeoplacaceae
- Pterosphermaceae
- Stichogloeaceae